# يسيكا آرين
يسيكا أرين (باللغة الإسبانية:Yesica Arrien، من مواليد 1 يوليو 1980) هي لاعبة كرة قدم أرجنتينية تلعب كمدافع لنادي راسينغ كلوب دي أفيلانيدا .  كانت عضواً في منتخب الأرجنتين للسيدات .

## السميرة الإحترافية
كانت لاعبة في نادي إستوديانتيس دي لابلاتا وبوكا جونيورز.  وهي حاليًا عضو في فريق فيلا سان كارلوس النسائي في دوري الدرجة الأولى بالأرجنتين.
لعبت آرين مع الأرجنتين في دورة الألعاب الأولمبية الصيفية 2008 .

## أنظر أيضا
- الأرجنتين في الألعاب الأولمبية الصيفية 2008

## روابط خارجية
- يسيكا آرين – سجل منافسات الفيفا
- profile at sports-reference.com